# Bac de Foundiougne
Der Bac de Foundiougne war eine motorisierte Autofähre mit einer Tragfähigkeit von 100 Tonnen über den Fluss Saloum bei der Stadt Foundiougne im Département Foundiougne der Region Fatick. Es handelte sich um eine Doppelendfähre mit Landungsklappen an beiden Enden (Bugrampe und Heckrampe). Die Hauptfahrrinne des Saloum-Flusses unterbricht alle Straßenverbindungen innerhalb der Region Fatick und bildet die Grenze zwischen den Département Fatick im Norden und dem Département Foundiougne im Süden. Sie unterbrach auch die Regionalstraße R 61 zwischen der Regionalpräfektur Fatick über Foundiougne nach Passy.
Foundiougne liegt am Südufer des der Gezeitenströmung ausgesetzten Saloum-Hauptarms gegenüber der Einmündung des Sine auf einer rund 42 km² großen Insel im Mündungsdelta, zusammen mit anderen Orten wie Mbam und Soum. Der Saloum hat in Höhe der Stadt unter dem auswaschenden Einfluss der Gezeitenströmungen, 41 Kilometer von der Einmündung in den Atlantik entfernt, eine Breite von rund 1400 Meter erlangt. Die Stadt ist so auf dem Landweg nur von Osten über Passy erreichbar und liegt damit in einer wirtschaftlich benachteiligten Randlage. Der Fährverkehr schloss die Lücke in der R61, indem  die Doppelendfähre Îles du Gandoul laut Fahrplan täglich vormittags von 7:30 Uhr bis 12:30 Uhr fünfmal und nachmittags von 15:00 Uhr bis 19:00 Uhr viermal hin (14° 8′ 26″ N, 16° 28′ 20″ W) und her (14° 7′ 50″ N, 16° 28′ 3″ W) zur 1200 Meter entfernten Fährrampe am Nordufer bei Ndakhonga pendelte. Bei Bedarf und nach Kapazität fuhr sie auch öfter.
Wie schon einmal in den 1990er Jahren war die Fähre im Oktober 2021 erneut havariert. Die seit einigen Tagen defekt gewesene vordere Landeklappe sollte gerade repariert werden, als der in den Strom ragende Vorderteil der Fähre auf Grund sank. Es erwies sich als schwierig, das am Fähranleger gestrandete altersschwache Fahrzeug zu heben und wieder instand zu setzen. In der Zwischenzeit sollte der Einsatz von Pirogen  den Fährverkehr für Personen sicherstellen. Kraftfahrer allerdings waren gezwungen, den Umweg (über Kaolack) zu nehmen.
Am 16. Januar 2022 wurde der Pont de Foundiougne als mautpflichtige Brücke zum Ersatz der störanfällig gewordenen Fährverbindung dem Verkehr übergeben.